# Lophocampa annulifascia
Lophocampa annulifascia är en fjärilsart som beskrevs av Walker 1855. Lophocampa annulifascia ingår i släktet Lophocampa och familjen björnspinnare. Inga underarter finns listade i Catalogue of Life.